# Ponçage

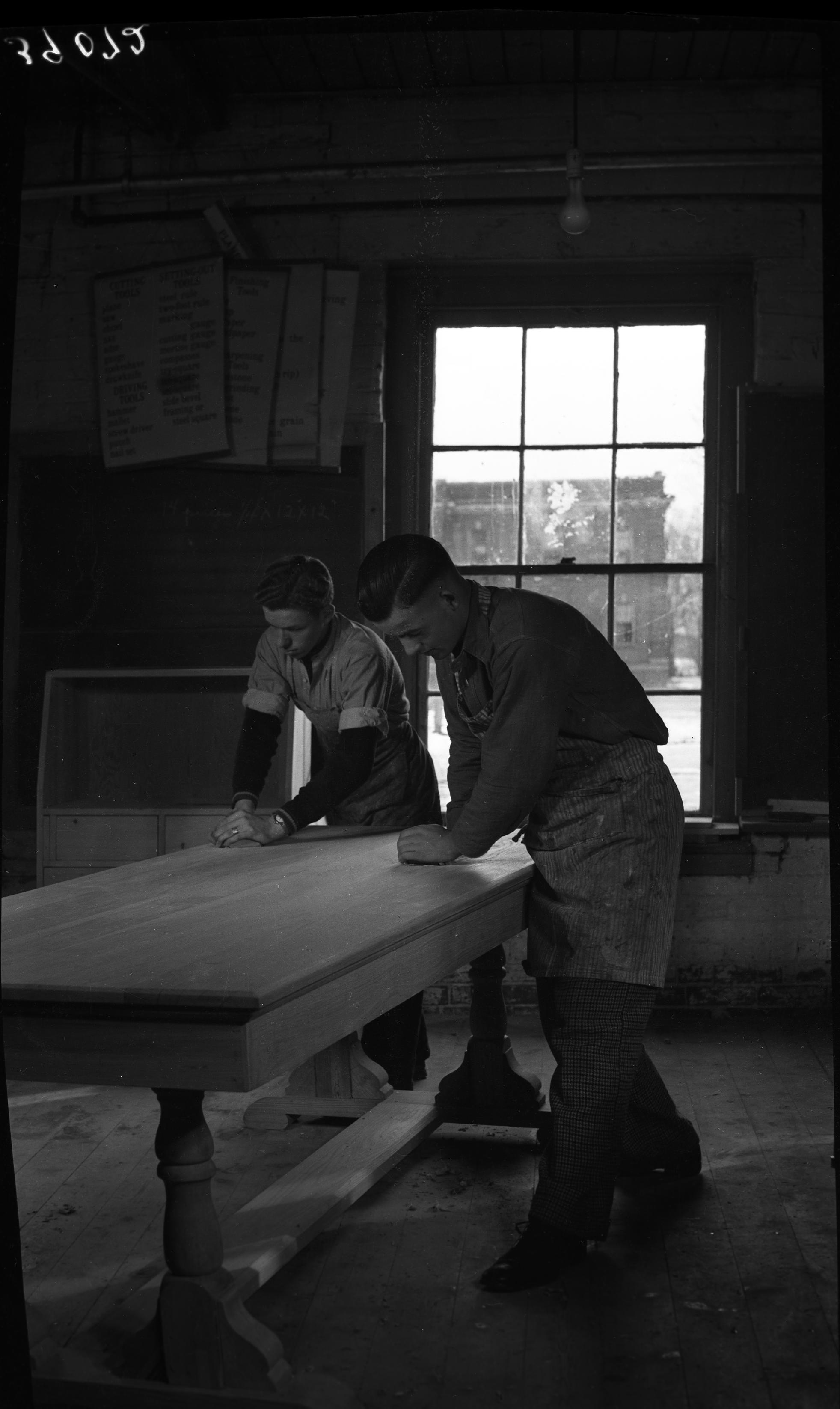
Ponçage d'une table en bois

Le ponçage est l'action de poncer, notamment pour préparer une surface avant de la peindre. Ce terme est utilisé de nombreux domaines (bâtiment, mécanique...) et regroupe de nombreuses techniques différentes.
Autrefois, on utilisait aussi le verbe prêler pour les ponçages fins avec de la prêle fraîche ou sèche.